# دانیل تاش
دانیل تاش (انگلیسی: Daniel Tosh؛ زادهٔ ۲۹ مهٔ ۱۹۷۵) فیلم‌نامه‌نویس، تهیه‌کننده تلویزیونی، تهیه‌کننده اجرایی، مجری تلویزیون، صداپیشه و کمدین اهل ایالات متحده آمریکا است.
شهرت او به سبب سبک توهین‌آمیز و بحث‌برانگیزش در زمینهٔ کمدی سیاه و استندآپ کمدی و همچنین مجری‌گری در یکی از برنامه‌های کمدی سنترال است.